# Психологія діяльності в особливих умовах
Психоло́гія дія́льності в особли́вих умо́вах — одна із галузей психології, яка вивчає психологічні закономірності змін і відновлювання психічної діяльності: 
- особистості в умовах, що є екстремальними за своїм характером, пов'язані з дією стресових чинників підвищеної інтенсивності та несуть у собі головним чином безпосередню небезпеку для життя та здоров'я її суб'єкта, пов'язані з безпосереднім ризиком чи загрозою для його життя та здоров'я під час і після виконання професійних обов'язків;
- інших осіб, що постраждали внаслідок дії зазначених чинників;
- пов'язані з цим аспекти психодіагностики, психотерапії, психокорекції, реабілітації та психопрофілактики,

За інтегральними оцінками, до таких категорії осіб можна віднести пожежників і рятувальників, співробітників правоохоронних, спеціалізованих органів, військовослужбовців, космонавтів, пілотів, моряків, охоронців, шахтарів, водіїв, спортсменів, працівників АЕС тощо, а також інших осіб, що стали жертвами подій, пов'язаних зі специфікою професійної діяльності зазначених категорій фахівців (ліквідація наслідків стихійного лиха, природних катаклізмів, боротьба з організованою злочинністю, корупцією, тероризмом, оперативно-розшукова діяльність, виконання миротворчої місії в інших країнах тощо). 
Об'єктом дослідження, проектування психології діяльності в особливих умовах є факти й закономірності формування, функціонування суб'єктів діяльності (індивідуальних, групових) у різноманітних умовах середовища. При цьому середовище також розуміється широко (як таке, що містить предметні, соціально-психологічні, психофізіологічні. організаційні, гігієнічні, естетичні складові, чинники безпеки діяльності тощо) Своєю чергою діяльність в особливих умовах охоплює такі окремі її види як спілкування, гра, навчання та власне оперативно-службова та службово-бойова діяльність. 
Змістом психології діяльності в особливих умовах є дослідження і/або проектування процесів, що характеризують суб'єкта діяльності (індивідуального, групового) у відповідних (таких, що враховуються чи проектуються) середовищах перебування (проектування, програмування, управління цією діяльністю).  

## Напрями досліджень
Напрями досліджень:
- Методологічні основи вивчення процесів розвитку та функціонування особистості як суб'єкта діяльності в особливих умовах діяльності.
- Вивчення особливостей прояву психіки у небезпечних професіях і спорті.
- Психологічні проблеми дослідження стійкості діяльності в особливих умовах.
- Методологічні засади психології професійної діяльності співробітників (працівників) правоохоронного органу (спеціальної служби, силової структури).
- Теоретика-психологічні основи професійної діяльності співробітників (працівників) правоохоронного органу (спеціальної служби, силової структури).
- Психологія взаємодії співробітників (працівників) правоохоронного органу (спеціальної служби, силової структури) з об'єктами професійної діяльності.
- Психологія об'єктів професійної заінтересованості співробітників (працівників) правоохоронного органу (спеціальної служби, силової структури) з об'єктами професійної діяльності.
- Психологічні основи роботи (отримання, опрацювання, передавання тощо) співробітників (працівників) правоохоронного органу (спеціальної служби, силової структури) з інформацією та інформаційними джерелами.
- Детермінанти та закономірності ефективного психологічного впливу співробітниками (працівниками) правоохоронного органу (спеціальної служби, силової структури) на об'єкти професійної діяльності.
- Психологічні чинники (умови) надійності й ефективності професійної діяльності співробітників (працівників) правоохоронного органу (спеціальної служби, силової структури).
- Психологічна готовність (відповідність, придатність) співробітників (працівників) правоохоронного органу (спеціальної служби, силової структури) до професійної діяльності: детермінанти, критерії, діагностика, формування (корекція).
- Психологічна підготовка співробітників (працівників) правоохоронного органу (спеціальної служби, силової структури) до професійної діяльності.
- Психологічні та психолого-педагогічні основи професійного навчання (становлення, розвитку, вдосконалення тощо) співробітників (працівників) правоохоронного органу (спеціальної служби, силової структури).
- Психологічні засади прогнозування успішності (ефективності, результативності) професійної діяльності співробітників (працівників) правоохоронного органу (спеціальної служби, силової структури): концептуалізація, критеріальний апарат, методика.
- Психологія управлінської (адміністративної) діяльності співробітниками (працівниками) та підрозділами правоохоронного органу (спеціальної служби, силової структури).
- Психологія дезадаптативних впливів професійної діяльності на співробітників (працівників) правоохоронного органу (спеціальної служби, силової структури): концептуалізація, діагностика, реабілітація.
- Соціально-психологічні основи організації й управління органами та підрозділами правоохоронного органу (спеціальної служби, силової структури).
- Психологічні основи роботи з персоналом органів правоохоронного органу (спеціальної служби, силової структури).
- Психологічне забезпечення (супроводження) оперативно-службової діяльності органів правоохоронного органу (спеціальної служби, силової структури).
- Соціально-психологічні основи збереження фізичного, психічного та морального здоров'я  співробітників (працівників) підрозділів правоохоронного органу (спеціальної служби, силової структури).
- Психологічні наслідки подій, що сталися внаслідок дії природного (стихійні лиха), техногенного (відмова техніки) чи людського чинника (помилкове управлінське рішення чи дія).
- Психологічна робота з сім'ями персоналу правоохоронного органу (спеціальної служби, силової структури).
- Методичні аспекти дослідження професійної надійності особистості в екстремальних умовах.
- Особливості регуляції функціонального стану людини в процесі адаптації до особливих умов діяльності.
- Професійно-психологічна підготовка фахівців, що експлуатують об'єкти підвищеної небезпеки (транспорт, АЕС тощо).
- Проектування процесу підготовки фахівців до діяльності в аварійних ситуаціях.
- Методи збереження та відновлення професійних навичок особистості у процесі експлуатації технічних комплексів (засобів) в особливих умовах діяльності.
- Вплив чинників військової обстановки на психіку людини та професійну діяльність колективів.
- Методика психологічної підготовки населення до вирішення завдань в умовах ведення війни.
- Формування професійної й особистісної надійності представників небезпечних професій.
- Психологічне забезпечення прийняття рішень професіоналами в ситуаціях неминучого ризику.
- Використання методів фізичної культури та спорту для зменшення психічної напруги у фахівців ризиконебезпечних професій.
- Обґрунтування методів відбору для екстремальних видів спорту, вивчення смислової та мотиваційної основи особистості спортсменів, що займаються ними.
- Дослідження впливу на психіку спортсменів стресогенних чинників спортивної діяльності, чинників психічної стійкості спортсменів, розроблення структури психологічної резистентності спортсменів.
- Дослідження психічних станів спортсменів упередтренувальний, передзмагальний, передстартовий та постзмагальний періоди.
- Дослідження ефективності методів управління психічними станами спортсменів, прояву рухових навичок і якостей при надмірних ступенях напруги (в екстремальних умовах тренування та спортивних змагань).
- Дослідження психічної надійності змагальної діяльності спортсменів.